# خانه‌های شرکت نفت (شماره ۱۷۱۶)
منازل شرکت نفت (شماره ۱۷۱۶) مربوط به دوره پهلوی است و در آبادان، بوارده جنوبی، شماره ۱۷۱۶ واقع شده و این اثر در تاریخ ۱۷ اسفند ۱۳۸۱ با شمارهٔ ثبت ۷۹۴۷ به‌عنوان یکی از آثار ملی ایران به ثبت رسیده است.